# Vladimir Pavlovič Miljutin
Vladimir Pavlovič Miljutin (in russo Владимир Павлович Милютин?; Aleksandrovo, 5 novembre 1884, 24 ottobre del calendario giuliano – Mosca, 30 ottobre 1937) è stato un politico sovietico.

## Biografia
Nato nell'uezd di L'govsk, studiò all'Università di San Pietroburgo. Si iscrisse al Partito Operaio Socialdemocratico Russo nel 1910 e fu varie volte arrestato dalla polizia zarista. Dopo la Rivoluzione di febbraio del 1917 fu membro del Comitato centrale del Partito bolscevico e fece parte del primo Consiglio dei commissari del popolo insediato dopo la Rivoluzione d'ottobre, dimettendosi dopo pochi giorni in polemica contro la mancata formazione di un governo socialista di coalizione. Continuò tuttavia a rivestire ruoli di rilievo nel partito e nelle istituzioni statali. Vittima delle Grandi purghe, fu arrestato e giustiziato nel 1937.